# Euphoresia rothkirchi
Euphoresia rothkirchi är en skalbaggsart som beskrevs av Moser 1916. Euphoresia rothkirchi ingår i släktet Euphoresia och familjen Melolonthidae. Inga underarter finns listade i Catalogue of Life.